# Loška Gora pri Zrečah
Loška Gora pri Zrečah je naselje u slovenskoj Općini Zreču. Loška Gora pri Zrečah se nalazi u pokrajini Štajerskoj i statističkoj regiji Savinjskoj. 

## Stanovništvo
Prema popisu stanovništva iz 2002. godine naselje je imalo 161 stanovnika.